# Hessebius pervagatus
Hessebius pervagatus är en mångfotingart som beskrevs av Zalesskaja 1978. Hessebius pervagatus ingår i släktet Hessebius och familjen stenkrypare. Inga underarter finns listade i Catalogue of Life.